# Bexhuis

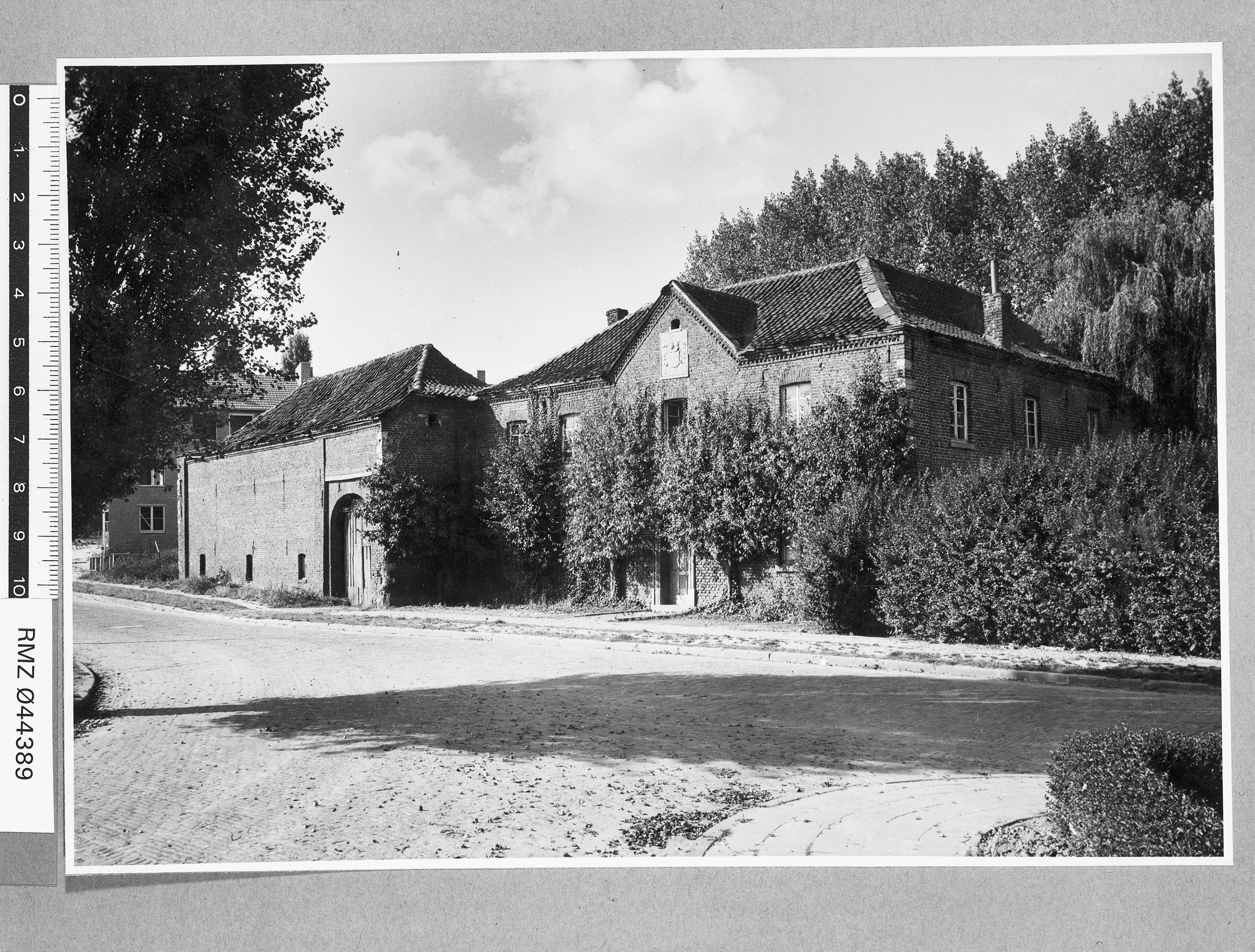
Het Bexhuis in 1953.

Bexhuis (Limburgs: Bexhoes), ook wel Spijker, Höfke, Heufke(n) of in de volksmond het kasteel genoemd, was een omgracht edelmanshuis in Brunssum.

## Geschiedenis
Het Bexhuis werd reeds in 1381 genoemd, toen Reinier Bex als leenman van Valkenburg de Wijershof te Merkelbeek verhief.

De naam Bexhuis is afkomstig van het adellijke geslacht Bex dat het landgoed in 1446 kocht van het adellijke geslacht Van Retersbeek uit Nuth.

De andere naam Heufke verwijst naar de bebouwingswijze rond een binnenplaats. De Tranchotkaart en de kadastrale minuut uit 1823 tonen een omgracht complex met gebouwen rond een binnenplaats.
Halverwege de 17e eeuw werd het complex grondig verbouwd en werden boven de poort de wapens en de kwartieren van het geslacht aangebracht. De bijgebouwen waren aan het hoofdhuis vastgebouwd. Aan het hoofdhuis werd een groot wapensteen van circa 1 vierkante meter met het familiewapen van de families Bex-Bocholz aangebracht.
Eind 17e eeuw werd het huis publiek verkocht vanwege een te hoge schuldenlast bij de familie Bex. Tot aan 1918 bleef het hele landgoed, ondanks dat het in verschillende handen kwam, wel bij elkaar. Pas toen het in 1918 aangekocht werd door het Heerlense Bouwgrondmaatschappij Tijdig, raakte het landgoed versnipperd en werden de grachten gedempt.
In 1952 werd de gemeente Brunssum eigenaar van het woonhuis, waarna het in 1956 is afgebroken om plaats te maken voor een nieuwbouwwijk.

Inmiddels had woningbouwvereniging Thuis Best reeds tussen 1925 en 1930 149 arbeiderswoningen gebouwd in de kolonie (mijnwerkersbuurt), de huidige wijk, ’t Heufke.

### Eigenaren
Het leengoed werd verheven te Valkenburg en had, voor zover bekend, de volgende eigenaren:

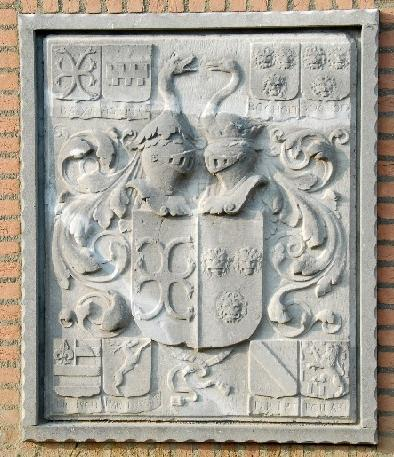
Wapensteen van het voormalige Bexhuis. Tegenwoordig is de wapensteen een onderdeel van een complex aan de Heufkestraat.

| Periode          | Eigenaar                                          | Opmerking |
| ---------------- | ------------------------------------------------- | --- |
| voor 1446        | Huis van Retersbeek                               | |
| 1446             | Reinier Bex                                       | Zoon van Jan Bex. Hij overleed in 1456. |
| 1456             | Huis de Vos uit Holtum                            | Op 6 oktober 1456 merkte Johan Vos van Holtum op Reinier Bex is overleden. Het Bexhuis en de landerijen komen in handen van de familie de Vos. |
| omstreeks 1537   | Dries Bex                                         | De vermogende Dries Bex koopt het Bexhuis met landerijen terug van de familie de Vos. |
| 1552             | Huis Bex                                          | Dries Bex overlijdt. Het Bexhuis blijft in handen van huis Bex. |
| 2 mei 1643       | Ulrich Bex                                        | Zoon van Peter Bex en Margaretha van Bocholtz verheft het Bexleen en bouwt in hetzelfde jaar de hoeve om het Bexhuis. Deze hoeve is in de jaren 50 van de 20e eeuw afgebroken. Ulrich kocht het Bexhuis met landrijen van zijn oom Reinier IV Bex. |
| 17 december 1686 | Philip Willem Coenraad, graaf van Hoensbroek-Geul | Ulrich Bex kwam in de schulden, waardoor het Bexhuis met landerijen publiekelijk werd verkocht. Ulrich bleef na verkoop op het Bexhuis wonen. De hoeve werd verpacht aan Claes Dormans.                                                            |
| ?                | Gabriël van Eupen                                 | |
| 1732             | Huis van Hoensbroeck-Geul                         | |

## Wapensteen
De wapensteen toont het wapen van het echtpaar Bex - Von Bocholz. Het gedeelde wapen toont een slangenkoppenkruis (eigenlijk: drakenkoppenkruis), het wapen van de familie Bex, en drie aanziende leeuwenkoppen, het wapen van de familie Von Bocholz. Het wapen wordt gedekt door twee helmen; de linker helm toont het helmteken Bex (een drakenkop met hals), de rechter helm het helmteken Bocholz (een zwanenhals).

De wapensteen is vermoedelijk als gevelsteen geplaatst door Hans Ulrich Bex in 1643. In het midden de wapens van Peter Bex en Margriet van Bocholt, met links en rechts daarvan enkele wapens die verwijzen naar hun afstamming. Linksboven die van Reinier Bex (Baexs) en zijn vrouw Joanna Catharina van Agris (Ageriss). Linksonder het wapen van de familie Dreisch, een verwijzing naar Catharina Dreisch, echtgenote van Andries Bex; haar moeder was een Hertevelt (Hartenvelt). Rechtsboven tweemaal Bocholt: op 3 juni 1579 werden in Dülken (D) huwelijkvoorwaarden opgemaakt tussen Jelis van Bocholtt tot Lobberich, zoon van Johan van Bocholt en Johanna van Dript, en Margriet van Bocholt, dochter van Joachim van Bocholt en Margriet van Pollart. Rechtsonder het wapen van Johanna van Dript (o.a. erfdochter van de Wielerhof te Swalmen), gehuwd met Johan van Bocholt, plus het wapen van Margaretha Pollart gehuwd met Joachim Bocholt.

## Trivia
- In Brunssum is een straat naar het kasteel vernoemd: Bexhoes.
- Zowel de grachten van het Bexhuis als die van Kasteel Op Genhoes werden door de Dorpsbeek gevoed.
- Het Bexhuis stond aan de zuidoostzijde van de oorspronkelijke lintbebouwing van Brunssum.
- De wapensteen is ingemetseld in het flatgebouw aan de Heufkestraat te Brunssum. Het Bexhuis lag oorspronkelijk iets dichter bij de rotonde.
- De Dorpsbeek die de grachten van het Bexhuis van water voorzag, voorzag ook de grachten van Kasteel Op Genhoes van water.
- Het kasteel dat in 1956 werd afgebroken was niet hetzelfde kasteel dat in 1381 werd genoemd. Waarschijnlijk is op het oorspronkelijk kasteel aangevuld of is deze herbouwd. Het laatste kasteel had een reliëf onder het dak dat wijst op een bouwstijl uit het midden van de 16e eeuw.

## Foto's uit 1953

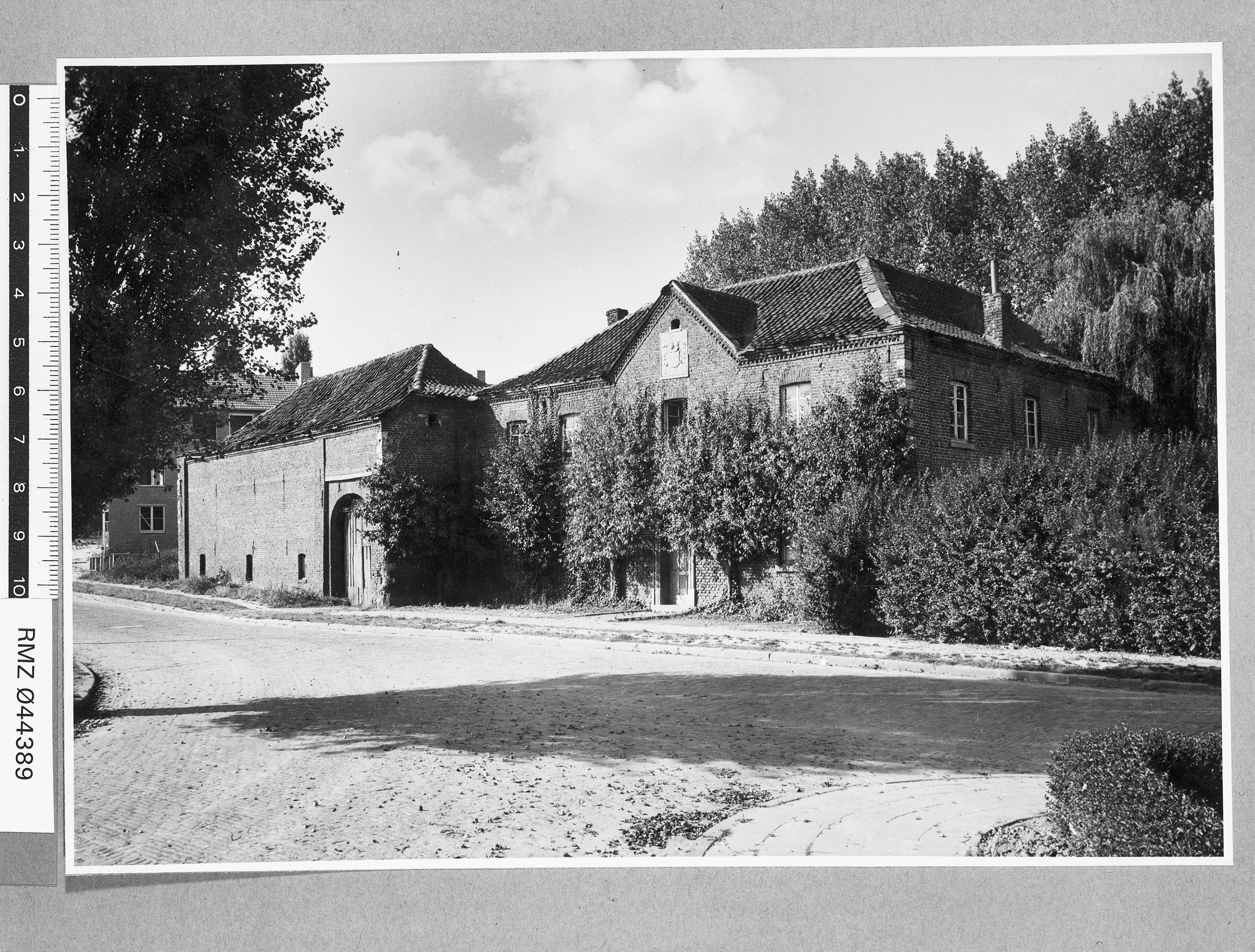
Voorzijde richting noord-westen
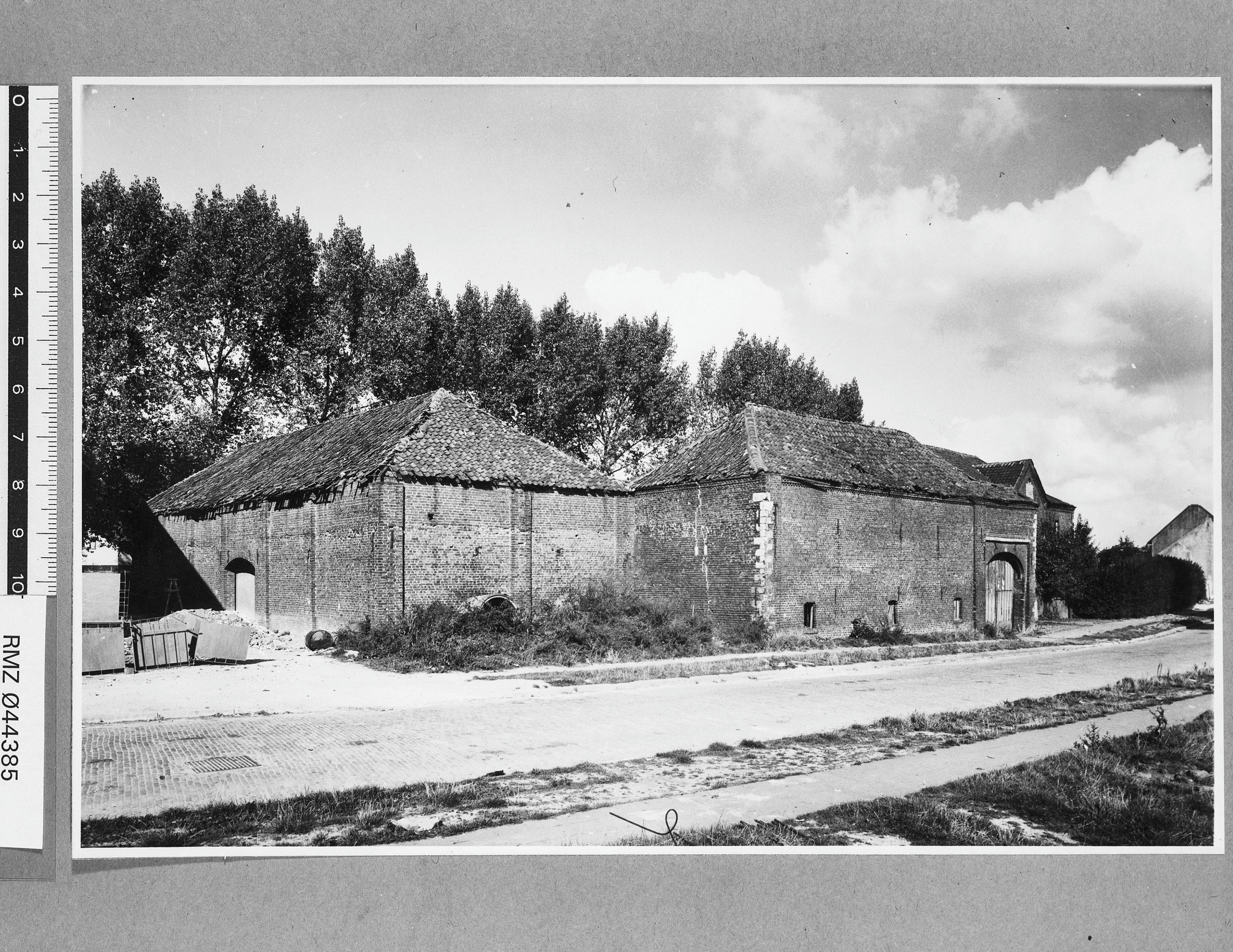
Voorzijde richting het oosten
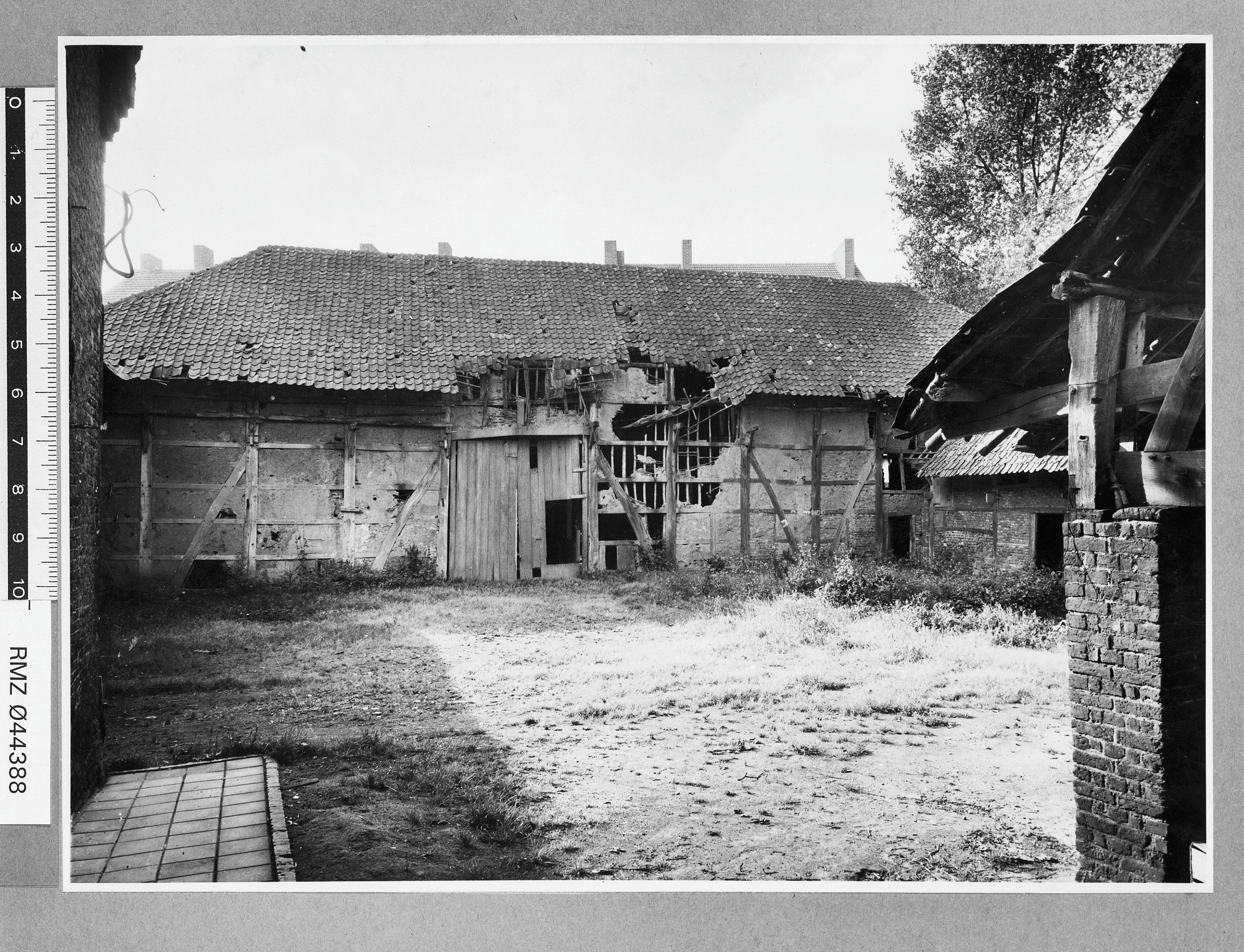
Binnenhof Westvleugel
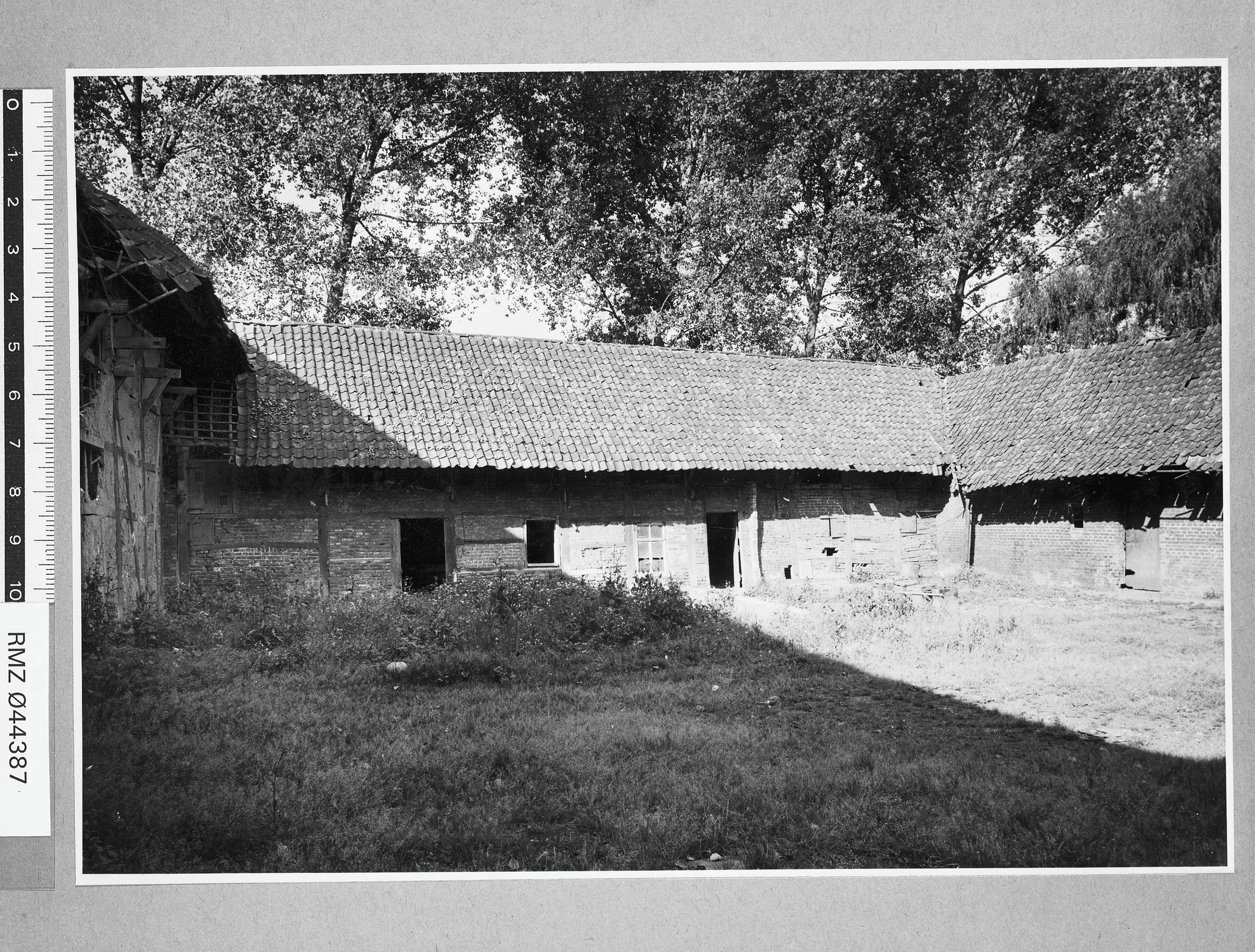
Binnenhof Noordvleugel
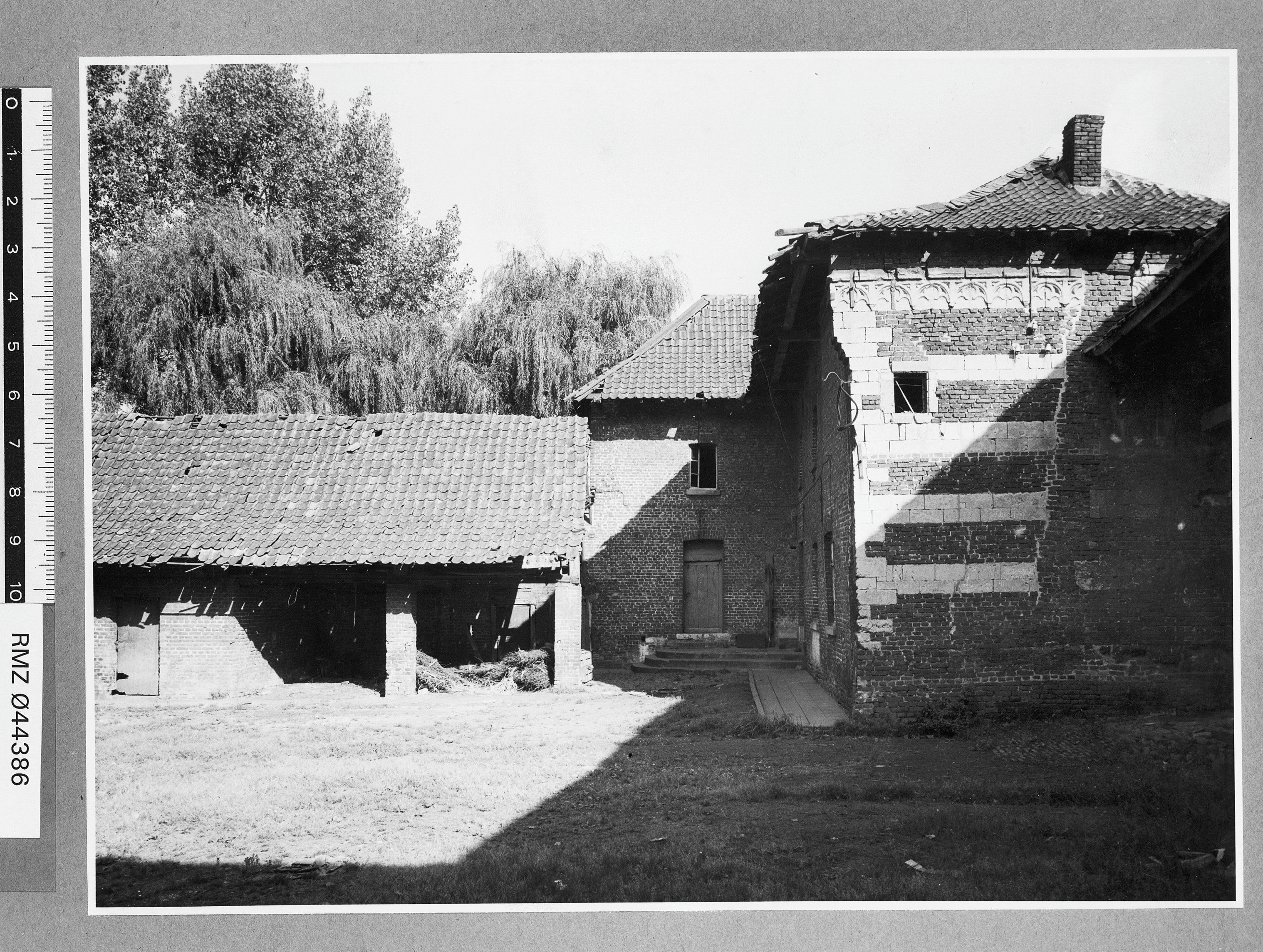
Binnenhof Oostvleugel en woonhuis